# ID Festival Berlin
Das ID Festival Berlin ist ein Kultur-Festival in Berlin, das erstmals 2015 stattfand.

## Geschichte
Das ID Festival Berlin wurde 2015 vom Pianisten und Komponisten Ohad Ben-Ari gegründet, der es seitdem leitet. Das Festival fördert die Zusammenarbeit zwischen israelischen und deutschen Künstlern und Kunstinstitutionen. Im Zentrum stehen insbesondere Arbeiten von israelischen Künstlern, die in Berlin und ganz Deutschland leben. Der Festivalname bezieht sich auf die Anfangsbuchstaben der Länder Israel und Deutschland.
Im spartenübergreifenden Programm finden sich Aufführungen klassischer Musik sowie visuelle Kunst, Tanz, Theater und Film. Die meisten Veranstaltungen des Festivals finden im Berliner Kulturzentrum Radialsystem statt. Die bisherigen Festivalthemen waren „Identität“ (2015), „Migration“ (2016), „Integration“ (2017), „Next Generation“ (2018) und – nach einer Verschiebung aufgrund der COVID-19-Pandemie – „Absurd“ (2021).
Das ID Festival Berlin wird unter anderem gefördert von der Beauftragten der Bundesregierung für Kultur und Medien. Die European Festival Association zeichnete es mit dem „EFFE Label“ aus.